# Slaget vid Villmanstrand

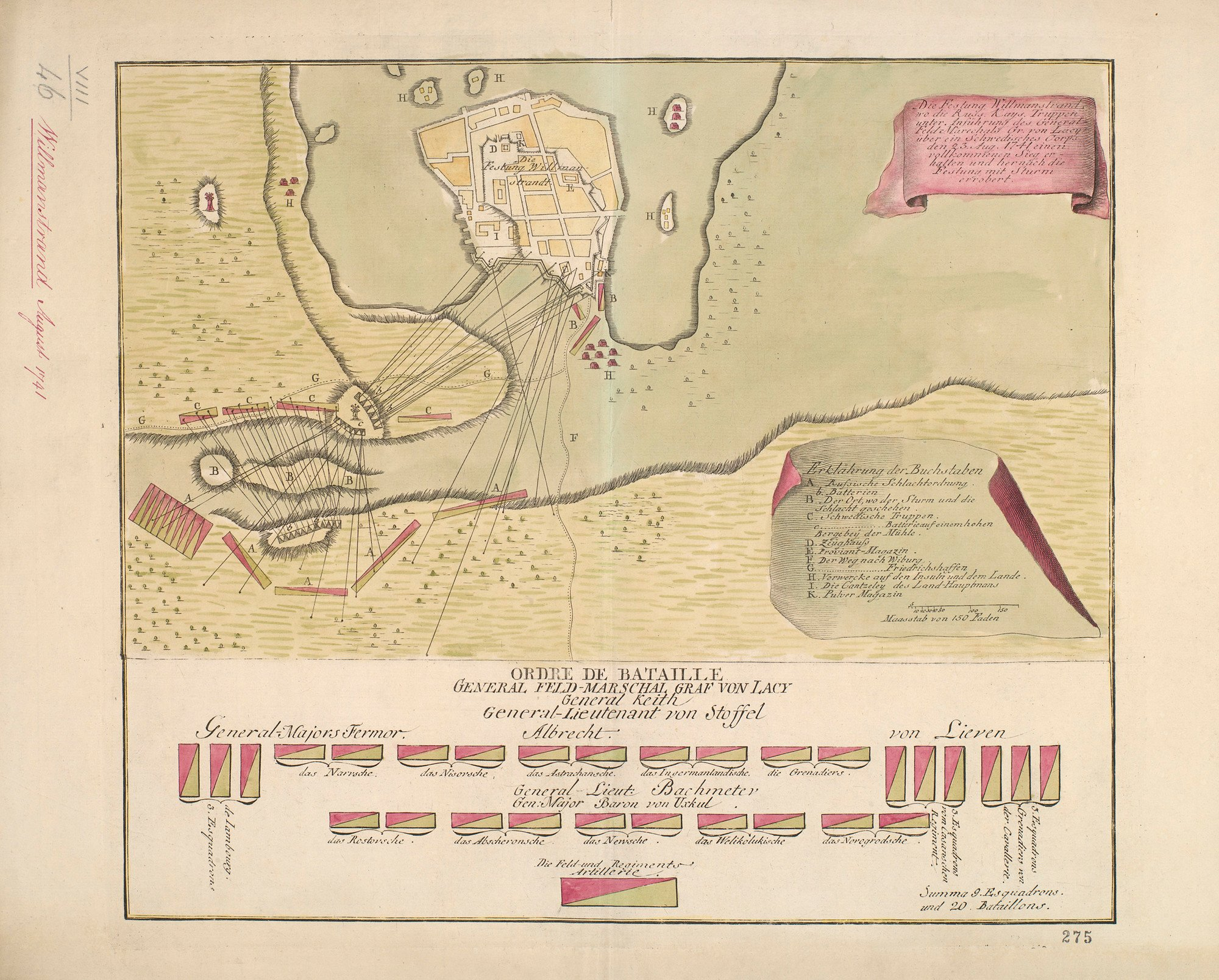
Karta över slaget vid Villmanstrand.

Slaget vid Villmanstrand var en strid som utspelade sig under hattarnas ryska krig den 23 augusti 1741 då ryska styrkor, under ledning av general Peter von Lacy, stormade Villmanstrand. Striden inleddes runt klockan två på eftermiddagen men redan klockan fem drog sig svenskarna tillbaka. Totalt förlorade Sverige 2 000 man i dödade och sårade samt 1 000 tillfångatagna. Bland de tillfångatagna fanns general Carl Henrik Wrangel. Ryssarna förlorade 2 400 man, men det är en osäker uppgift.
En av de döda svenskarna var Johan Henrik Fieandt, den siste karolinen, som försvarade Sundsvall i nordiska krigets sista strid 25 maj 1721. Den ryske befälhavaren 1721 var Peter von Lacy.

## Bakgrund
Redan under åren 1738–1739 hade Sverige förberett sig för ett anfall på Ryssland, bland annat genom kontakter för att tillsammans med Osmanska riket för att skapa en allians mot Ryssland. På väg hem från Turkiet dödades den svenska regeringens utsände Malcolm Sinclair i juni 1739 av en rysk styrka för att förhindra en svensk-turkisk allians. I december samma år slöts en defensivallians, men den var långt ifrån den allians den svenska regeringen hoppats på.
För att lyckas med ett anfall förutsattes att operationerna kom igång snabbt, men problemen att försörja de 18 000 svenska man som fanns i Finland gjorde att ett direkt anfall inte kunde följa på krigsförklaringen den 28 juli 1741. Först i mitten av augusti hade 9 000 man koncentrerats vid den ryska gränsen, vilket medförde att ryssarna kunde ta initiativet. Den 13 augusti 1741 svarade ryssarna med en egen krigsförklaring. Den ryske generalen Peter von Lacy marscherade med en armé från Kananoja tre mil norr om Viborg mot Villmanstrand, dit de anlände den 22 augusti. Svenskarna blev fullständigt överraskade. 5 000 svenska soldater befann sig vid Fredrikshamn och ytterligare 4 000 man under Carl Henrik Wrangels ledning befann sig vid Martile. Wrangel nåddes av underrättelser om att ryssarna gått över gränsen och marscherade med sin kår för att undsätta Villmanstrand och nådde fram några timmar efter ryssarna.
Överbefälhavaren i Finland, Henrik Magnus von Buddenbrock, trodde inledningsvis inte på uppgifterna om ryssarnas anfall. Han beordrade Carl Henrik Wrangel att inte inleda strider med överlägsna ryska styrkor och sände inga förstärkningar från Fredrikshamn. När von Buddenbrock senare nåddes av uppgifter om att Wrangel redan marscherat mot Villmanstrand följde han efter med huvudarmén.

## Slaget
De svenska trupperna om 4 000 man i Villmanstrand ställde upp sig i linje i väst-östlig riktning på båda sidor om en höjd, kallad Kvarnbacken, strax sydväst om staden. Artilleriet grupperades på höjden. De svenska trupperna befann sig i en mycket fördelaktig position där terrängen försvårade ett ryskt anfall. Inledningsvis trodde den ryske befälhavaren Lacy att den svenska styrkan omfattade hela den svenska hären. När det stod klart att det endast var Wrangels styrka som anlänt beslöt ryssarna att anfalla. De ryska trupperna, omfattande 10 500 man, ställdes upp och anföll efter klockan två på eftermiddagen. Striden inleddes med en artilleriduell, varefter två ryska grenadjärregemente försökte storma den svenska ställningen på höjden. Svenskarna lyckades slå tillbaka anfallet. Därefter anfölls den svenska vänsterflygeln, varvid delar av trupperna lämnade sina ställningar. Ett försök till svenskt motanfall misslyckades och de tvingades retirera. Carl Henrik Wrangel skadades svårt under slaget och tvingades vika tillbaka mot staden. Klockan fem på eftermiddagen intog ryssarna Kvarnbacken. Försvaret fortsatte från stadens befästningar, men till slut tvingades svenskarna kapitulera.

## Följder
Slaget vid Villmanstrand var en svensk katastrof. Hälften av de svenska trupperna stupade, medan uppgifterna om de ryska förlusterna är osäkra, men de beräknas till 500 döda och 1 500 sårade. Enligt svenska uppgifter från den tiden stupade upp till 8 000 ryssar. Ryssarna uppgav 500 stupade, vilket säkert är i underkant.
Nederlaget följdes av flera missräkningar där den svenska armén mer än halverades innan kriget var slut. Besättningarna i den svenska flottan dog av sjukdomar, vilket gjorde att flottan lamslogs. Inga ytterligare drabbningar skedde efter Villmanstrand. I augusti 1742 kapitulerade den svenska armén vid Helsingfors. I juni 1743 slöts fred i Åbo, vilken innebar att Sverige miste delar av Karelen. Därigenom försvagades möjligheterna att försvara Finland, vilket kom att få strategiska konsekvenser i framtiden.

## Västerbottens regemente
Regementets valspråk "De hafva aldrig wikit eller för sin egen dehl tappadt" är ett uttalande om detta fältslag av Gustav III i slutet av 1700-talet. Regementet deltog med en bataljon som stod kvar när övriga förband vek undan och när Wrangel blivit sårad ledde en utbrytning mot staden då man blivit kringrända.
Norrbottens regemente som bildades ur Västerbottens regemente år 1841 har samma valspråk än idag. Enligt sägnen ska regementet ha stått kvar då det fortfarande hade några officerare som slagits på Karl XII:s tid.